# Kristian Wigenin

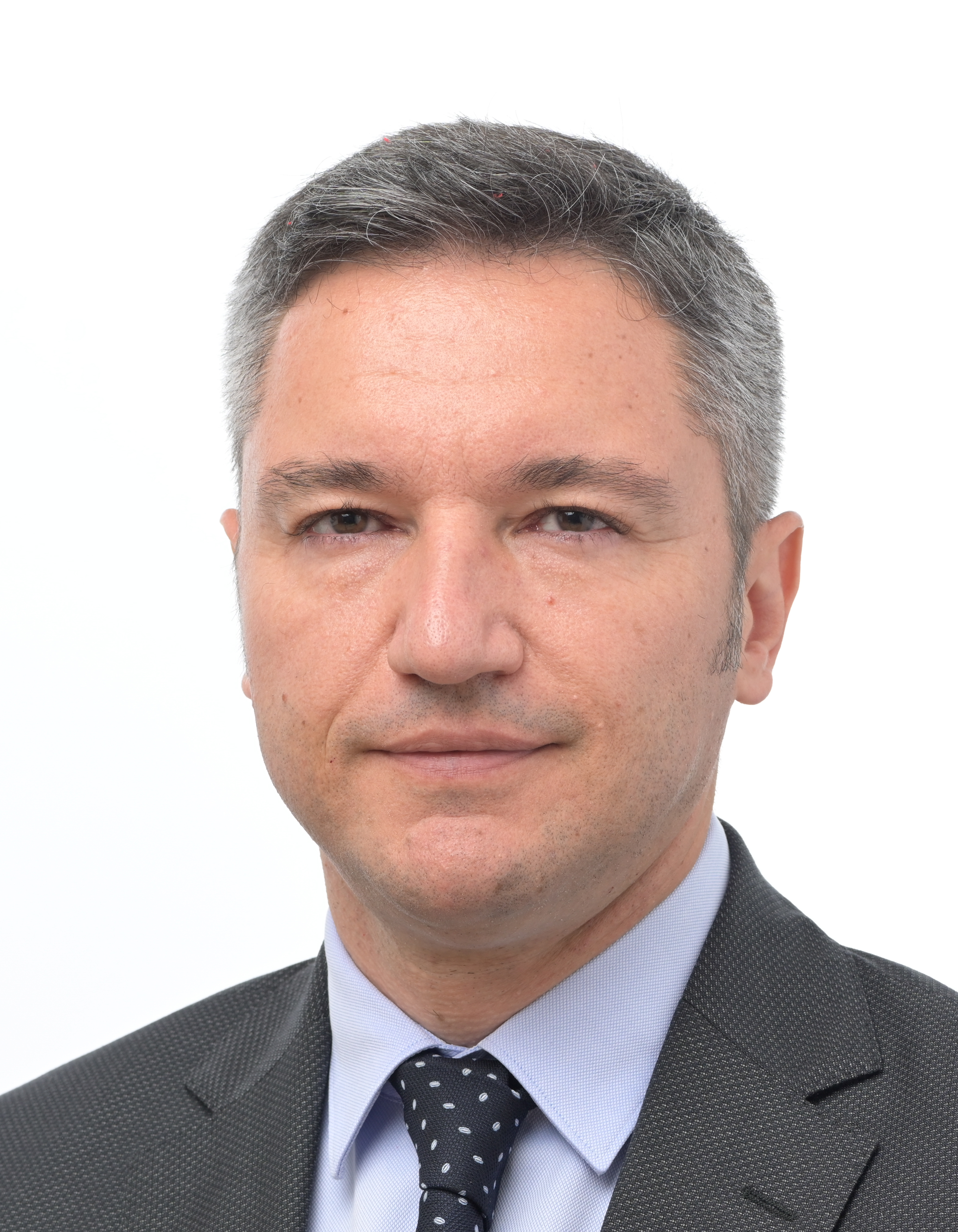
Kristian Wigenin (2024)

Kristian Iwanow Wigenin (auch Kristian Ivanov Vigenin geschrieben, bulgarisch Кристиан Иванов Вигенин; * 12. Juni 1975 in Sofia, Bulgarien) ist ein bulgarischer Politiker der Bulgarischen Sozialistischen Partei (BSP), Mitglied des 6 und 7. Europäischen Parlaments und bulgarischer Außenminister (2013–2014) im Kabinett von Plamen Orescharski. Er ist seit 2017 Vizepräsident des bulgarischen Parlaments.
Er spricht neben Deutsch und Englisch noch Russisch und Französisch.
Seit 2007 war er Abgeordneter im Europäischen Parlament für die Fraktion der Sozialdemokratischen Partei Europas, gewählt von der Liste der Koalition für Bulgarien, der unter anderem auch der BSP angehört. Bei der Europawahl in Bulgarien 2009 war er als Abgeordneter bestätigt worden.
Zwischen 2007 und 2009 war er Stellvertretender Vorsitzender der Fraktion der Sozialdemokratischen Partei Europas im Europaparlament.
In der Periode 2009 bis 2012 war Wigenin Vorsitzender der Delegation in der Parlamentarischen Versammlung EURO-NEST.
Er war Mitglied in der Konferenz der Delegationsvorsitze, im Ausschuss für auswärtige Angelegenheiten und in der Delegation im Ausschuss für parlamentarische Kooperation EU-Ukraine. Als Stellvertreter war er im Ausschuss für Umweltfragen, öffentliche Gesundheit und Lebensmittelsicherheit und in der  Delegation im Ausschuss für parlamentarische Kooperation EU-Russland.